# Torneo de Halle 2012
El Gerry Weber Open 2012 es un torneo de tenis del ATP Tour 2012 en la categoría ATP World Tour 250. El torneo tendrá lugar en el Gerry Weber Stadion en Halle, Westfalia, Alemania, desde el 9 de junio hasta el 17 de junio, de 2012.

## Campeones

### Individual
Tommy Haas vence a  Roger Federer por 7-6(5), 6-4.

### Dobles
Aisam-ul-Haq Qureshi /  Jean-Julien Rojer vencen a  Treat Conrad Huey /  Scott Lipsky por 6-3, 6-4.